# Duell i Kittelfjäll
Duell i Kittelfjäll var ett inslag i SVT-programmet "Det kommer mera" under perioden 1 oktober-17 december 1994.
I programinslaget, som spelats in under sommaren, tävlade representanter för de svenska landskapen. Tävlingarna avgjordes i Kittelfjäll i Vilhelmina kommun. Småland och Öland tävlade ihop, och laget kallades ibland Smöland. Norrbotten kom sist och blev kända som Nollbotten. Under inspelningen av tävlingen omkom deltagaren Anders "Bubben" Burström på fjället.

### Fotnoter
1. ↑  ”SVT, Kanal 1 1994-10-01”. Svensk mediedatabas. 1 oktober 1994. https://smdb.kb.se/catalog/id/001734074. Läst 30 mars 2011.
2. ↑  ”SVT, Kanal 1 1994-12-17”. Svensk mediedatabas. 17 december 1994. https://smdb.kb.se/catalog/id/001734498. Läst 30 mars 2011.
3. ↑  ”Bubbenpriset till Björn Sjöö” (på svenska). Norrländska socialdemokraten. 18 mars 2009. https://www.nsd.se/nyheter/bubbenpriset-till-bjorn-sjoo-4507759.aspx. Läst 21 november 2019.[död länk]